# Laktozna netoleranca
Izraz laktozna netoleranca ali laktozna intoleranca se uporablja za normalno znižanje laktazne aktivnosti pri odraslih. Aktivnost je 5-10% normalne aktivnosti. To stanje je popolnoma normalno in celo prevladujoče v globalni človeški populaciji. Pri nekaterih ljudeh pa se ohrani laktazna aktivnost tudi v odraslem obdobju, kar naj bi bila evolucijska prednost v obdobjih pomanjkanja drugih virov hrane. Laktozna intoleranca ni bolezen in ni smrtno nevarna, razen pri novorojenčkih, če ostane nediagnosticirana. Temveč je presnovna motnja, ki se pojavi zaradi zmanjšane dejavnosti ali odsotnosti encima laktaze v prebavnem sistemu. Encim laktaza je potreben za razgradnjo mlečnega sladkorja oziroma laktoze. V hrani se laktoza  nahaja v mleku in mlečnih izdelkih, kot aditiv pa je lahko dodana tudi v številna druga živila. 

## Razdelitev laktozne intolerance:
1. Primarna laktozna intoleranca
Hipolaktazija otrok:
Je motnja, ki se lahko pojavi takoj po nehanju dojenja. Pride do aktivacije stop kodona v regulatornih področjih gena. Lahko se pojavi tudi kasneje pred 6 letom. Potrebna je izključitev mleka in mlečnih izdelkov iz prehrane.
 Hipolaktazija odraslih:
O primarni laktozni intoleranci govorimo takrat, ko do nje pride kmalu po obdobju dojenja. Razlog za to je, da se v starejših letih zmanjša aktivnost encima laktaze, ki skrbi za prebavljanje laktoze,sestavnega dela mleka in mlečnih izdelkov. Ugotovljeno je bilo, da do 8 tedna nosečnosti ni bilo ugotovljne laktazne aktivnosti na površini sluznice v človeškem črevesju. Aktivnost pa se je močno povečala do 34 tedna nosečnosti, vrhunec pa je dosegla po rojstvu. V času dojenja je laktaza pri dojenčku visoko aktivna. Po prenehanju dojenja pa začne padati in med 4 in 6 letom starosti doseže vrednost odraslega. Vrednosti odraslega pa so odvisne od rasne in etnične pripadnosti. Pri bolnikih se količina zaužite laktoze, ki je potrebna za nastanek simptomov, spreminja (12-18g). Najbolj izrazita in razširjena je v okoljih, ki nimajo tradicije mlekarstva oz. ljudje uživajo zelo malo ali nič mleka in mlečnih izdelkov.Tako npr. Kitajci in Japonci v prvih štirih letih po dojenju v povprečju izgubijo od 20% do 30% sposobnosti prebavljanja laktoze, temnopolti prebivalci Južne Afrike do 60%, Mehičani do 47% in belopolti Američani ter prebivalci severne Evrope do 15%. Po slabosti (zaradi uživanja mlečnih izdelkov) posamezniki imajo posledice največ 2 dni, dobo se lahko skrajša z uživanjem zdravil.Kasnejšnjih posledic ni.
2. Sekundarna laktozna intoleranca
Sekundarna laktozna intoleranca se pojavi pri ljudeh v odrasli dobi. Nastane kot posledica različnih črevesnih bolezni, strupov, zdravljenje z zdravili, operacij na črevesju in drugih dejavnikov, ki prizadanejo epitelijske celice črevesja in s tem normalno izločanje in delovanje encima laktaze. Med možnimi bolniki laktozne intolerance so lahko tudi bolniki s celiakijo. Dobra stran sekundarne laktozne intolerance je, da je po dieti, ki jo predpiše zdravnik, možno, da bolezen izgine.
Vzroki za sekundarno hipolaktazijo: HIV enteropatija, Crohnova bolezen, Whipplova bolezen, gastroenteritis, karcinoidni sindrom, cistična fibroza, diabetična gastropatija, Kvašiorkor, Zollinger-Ellisonov sindrom, kemoterapija, sevanje,…
3. Prirojena laktozna intoleranca
Prirojena laktozna intoleranca je genska nepravilnost, ki ima za posledico nezmožnost proizvajanja laktaze. To je avtosomna recesivna motnja. Pokaže se že pri novorojenčku, ki ne prenaša materinega mleka in se mu pojavljajo simptomi, kot so diareja, vetrovi, krči ipd.  Če vzamemo košček tkiva, vidimo, da ima tkivo normalne histološke značilnosti, vendar nizko ali povsem odsotno aktivnost laktaze. Včasih so zaradi te nepravilnosti dojenčki običajno umrli, danes pa so na voljo prehranske formule brez laktoze, ki dojenčkom zagotavljajo normalno prehranjenost. 